# Moutiers-sous-Argenton
Moutiers-sous-Argenton è un comune francese soppresso di 580 abitanti situato nel dipartimento delle Deux-Sèvres nella regione dell'Aquitania-Limosino-Poitou-Charentes.
Dal 1º gennaio 2016, assieme ai comuni di Argenton-les-Vallées, Le Breuil-sous-Argenton, La Chapelle-Gaudin, La Coudre e Ulcot forma il nuovo comune di Argentonnay, del quale è comune delegato.

## Società

### Evoluzione demografica
Abitanti censiti